# 孙髯翁

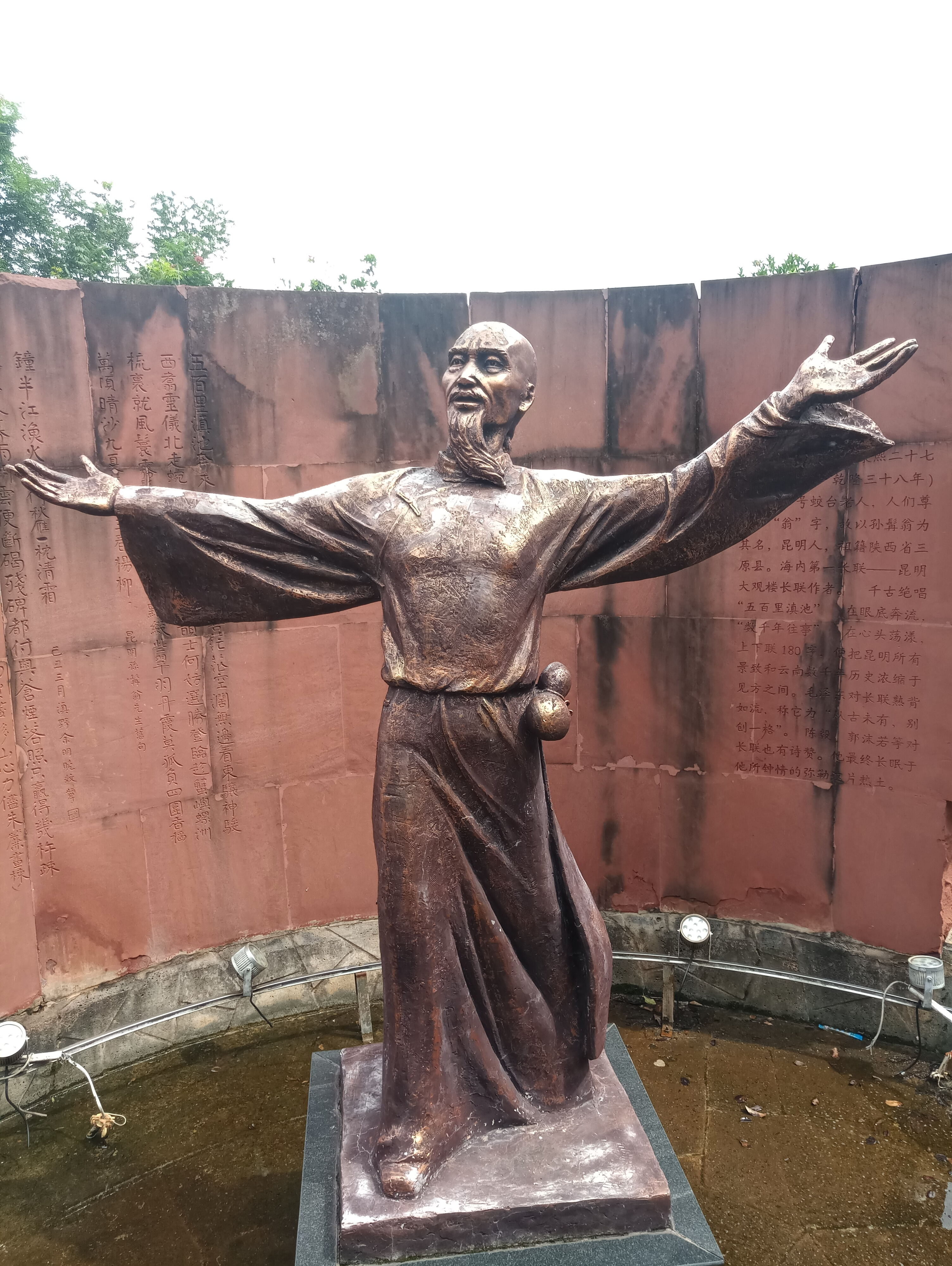
弥勒湖泉名人文化园内的孙髯翁像

孙髯（1685年—1775年），字髯翁，号颐庵，陕西三原人，清朝雲南名士。

## 生平
生于清康熙二十四年乙丑岁（1685年）。因其父被派到雲南任武官，遂随父到昆明居住。因著有180字的大观楼长联而留名于世，其著作大多已散佚。
孙髯自幼聰穎，因不願在科舉應試時被搜身（「以盜賊待士也，吾不能受辱」），終身放棄應考。

## 著作
著有《金沙詩草》《永言堂詩文集》，輯著《國朝詩集》、《滇詩》等，並修《雲南縣誌》。

## 後世紀念
現存孫髯翁墓，其墓位於弥勒县城髯翁西路髯翁公園內，已列為省級重點文物保護單位。